# Alejandro Martínez (ciclista)
Alejandro Martínez Chorro (San Vicente del Raspeig, 28 maggio 1998) è un pistard spagnolo.
Nel 2022 ha vinto la medaglia di bronzo ai campionati del mondo su pista nel chilometro a cronometro.

## Palmarès

### Pista
- 2015

Campionati spagnoli, Velocità a squadre Junior (con Mikel Montoro e Manuel Peñalver)
- 2016

Campionati spagnoli, Velocità Junior
Campionati spagnoli, Velocità a squadre Junior (con Mikel Montoro e Manuel Peñalver)
Campionati spagnoli, Keirin Junior
Campionati spagnoli, Chilometro a cronometro Junior
- 2021

Campionati spagnoli, Chilometro a cronometro
- 2022

Campionati spagnoli, Chilometro a cronometro
Campionati spagnoli, Velocità
Campionati spagnoli, Velocità a squadre (con Daniel Sánchez e Gerard Montoro)

## Piazzamenti

### Competizioni mondiali
- Campionati del mondo su pista

Aigle 2016 - Keirin Junior: 13º
Aigle 2016 - Chilometro a cronometro Junior: 9º
Aigle 2016 - Velocità Junior: 18º
Hong Kong 2017 - Velocità a squadre: 10º
Hong Kong 2017 - Chilometro a cronometro: 24º
Apeldoorn 2018 - Velocità a squadre: 10º
Pruszków 2019 - Velocità a squadre: 13º
Berlino 2020 - Velocità a squadre: 12º
Roubaix 2021 - Velocità a squadre: 11º
Roubaix 2021 - Keirin: 25º
Roubaix 2021 - Chilometro a cronometro: 7º
Saint-Quentin-en-Yvelines 2022 - Velocità a squadre: 14º
Saint-Quentin-en-Yvelines 2022 - Keirin: 23º
Saint-Quentin-en-Yvelines 2022 - Chilometro a cronometro: 3º
Saint-Quentin-en-Yvelines 2022 - Velocità: 28º

### Competizioni europee
- Campionati europei su pista

Montichiari 2016 - Chilometro a cronometro Junior: 3º
Montichiari 2016 - Velocità Junior: 9º
Montichiari 2016 - Keirin Junior: 4º
Anadia 2017 - Velocità a squadre Under-23: 7º
Anadia 2017 - Chilometro a cronometro Under-23: 10º
Anadia 2017 - Velocità Under-23: 23º
Berlino 2017 - Velocità a squadre: 10º
Berlino 2017 - Chilometro a cronometro: 19º
Aigle 2018 - Chilometro a cronometro Under-23: 7º
Aigle 2018 - Velocità Under-23: 15º
Aigle 2018 - Keirin Under-23: 13º
Glasgow 2018 - Velocità a squadre: 9º
Glasgow 2018 - Chilometro a cronometro: 18º
Gand 2019 - Chilometro a cronometro Under-23: 9º
Gand 2019 - Velocità Under-23: 18º
Gand 2019 - Keirin Under-23: 15º
Apeldoorn 2019 - Velocità a squadre: 8º
Fiorenzuola d'Arda 2020 - Velocità Under-23: 13º
Fiorenzuola d'Arda 2020 - Chilometro a cronometro Under-23: 5º
Plovdiv 2020 - Velocità a squadre: 4º
Plovdiv 2020 - Keirin: 5º
Grenchen 2021 - Chilometro a cronometro: 5º
Grenchen 2021 - Velocità: 18º
Grenchen 2021 - Keirin: 19º
Monaco di Baviera 2022 - Velocità a squadre: 8º
Monaco di Baviera 2022 - Velocità: 14º
Monaco di Baviera 2022 - Chilometro a cronometro: 4º
Monaco di Baviera 2022 - Keirin: 10º
Grenchen 2023 - Chilometro a cronometro: 2º